# Classe Bacolod City
La Classe Bacolod City est une classe de deux navires de soutien logistique en service actuellement dans la Marine philippine.

## Histoire
Cette classe est une variante de la General Frank S. Besson-class logistics support vessel (en) de l'US Navy. Les deux navires ont été construits au chantier naval Halter/Moss Point Marinee de Escatawpa dans le Comté de Jackson (Mississippi). La principale différence tient à la capacité qu'ont les navires philippins à accueillir un hélicoptère sur l'hélipad situé à la poupe.
Ce navire de soutien logistique contient deux LCVP sur bossoir et un pont d'atterrissage pour hélicoptère. Il peut transporter jusqu'à 48 conteneurs EVP, soit 2 280 tonnes de marchandises et véhicules et 150 hommes de troupe. Les rampes d'accès peuvent soutenir le débarquement de chars de combat.

## Les unités
Les navires acquis par les Philippines sont de la série PKM 201.
| Nom              | Numéro | Acquis | Commissionné      | Service           | Statut      |
| ---------------- | ------ | ------ | ----------------- | ----------------- | ----------- |
| BRP Bacolod City | LS-550 |        | 1er décembre 1993 | Marine philippine | en activité |
| BRP Dagupan City | LS-551 |        | 5 avril 1994      | Marine philippine | en activité |